# Латания Вершаффельта
Латания Вершаффельта или Латания жёлтая (лат. Latania verschaffeltii) — растение из рода Латания (Latania) семейства Пальмовые (Arecaceae). Эндемик острова Родригес (Маскаренские острова). Численность популяции составляет около 500 растений. Сейчас не существует практически никаких свидетельств размножения этого вида. Вследствие малочисленности сбор листьев запрещён, но закон регулярно нарушается.